# Индия на летних Олимпийских играх 1948
Индия принимала участие в Летних Олимпийских играх 1948 года в Лондоне (Великобритания) в седьмой раз за свою историю, и завоевала одну золотую медаль. Первый раз Индия выступала как независимая страна.

## Медалисты
| Медаль               | Спортсмен | Вид спорта      | Дисциплина |
| -------------------- | --- | --------------- | ---------- |
| Золото               | Сборная Индии по хоккею на траве \| Ранганандхан Фрэнсис \| Тарлочан Сингх \| \| Ахтар Хуссейн \| Лесли Клаудиус \| \| Кешав Датт \| Джасван Сингх Раджпут \| \| Кишан Лал \| К. Д. Сингх \| \| Реджинальд Родригес \| Пэт Янсен \| \| Латиф-ур-Рехман \| Лео Пинто \| \| Рандхир Сингх Джентл \| Амир Кумар \| \| Макси Ваш \| Балбир Сингх \| \| Лоури Фернандес \| Вальтер Д'Соуза \| \| Граханандан Сингх \| Джерри Глакен \| | Хоккей на траве | Мужчины    |
| Ранганандхан Фрэнсис | Тарлочан Сингх |                 |            |
| Ахтар Хуссейн        | Лесли Клаудиус |                 |            |
| Кешав Датт           | Джасван Сингх Раджпут |                 |            |
| Кишан Лал            | К. Д. Сингх |                 |            |
| Реджинальд Родригес  | Пэт Янсен |                 |            |
| Латиф-ур-Рехман      | Лео Пинто |                 |            |
| Рандхир Сингх Джентл | Амир Кумар |                 |            |
| Макси Ваш            | Балбир Сингх |                 |            |
| Лоури Фернандес      | Вальтер Д'Соуза |                 |            |
| Граханандан Сингх    | Джерри Глакен |                 |            |